# صوفيا بلاكمور
صوفيا بلاكمور (بالإنجليزية: Sophia Blackmore)‏ هي مبشرة أسترالية، ولدت في 18 أكتوبر 1857 في أستراليا، وتوفي بنفس المكان في 3 يوليو 1945.